# Elektronisk forstærker
 For alternative betydninger, se Forstærker.
En elektronisk forstærker (eng. amplifier) er et elektronisk kredsløb, der indeholder aktive forstærkende komponenter – f.eks. transistorer, elektronrør, SCR, TRIAC, koblet på en måde så kredsløbet kan forstærke elektriske signaler. Det at forstærke elektrisk betyder blot at et elektrisk signal forårsager en større elektrisk output. I denne rå formulering har vi faktisk implicit tilladt ulinaritet, hysterese og andre egenskaber, som kan være svære at håndtere – altså være svære at forudsige matematisk, reproducere og forudsige effekten af i praksis. Ikke desto mindre er det dét man grundlæggende har i virkeligheden.
For at gøre det lettere for sig selv under designet af en forstærker, idealiserer man eller rettere modellerer man forstærkeren med matematiske redskaber – f.eks. en funktion.
Her kommer en model: Det at forstærke betyder sende et input-signals effekt igennem en overføringsfunktion, som mindst på en del af kurven, har en hældning større end 1 (én) og som output har et signal med større elektrisk effekt. Forstærkeren har her en effektforstærkning på den givne kurvedel.
Den lineare model kommer her: En linear forstærker øger et input-signal med en fast faktor. Her er overføringsfunktionen en ret linje. Grunden til at det kan være ønskeligt at modellere forstærkeren som værende linear er, at man har stærke matematiske redskaber til at håndtere store lineare ligningssystemer; linear algebra.
Der er en anden særdeles udbredt model:
- En digital forstærker designes med en stor forstærkningsfaktor og en ønsket overstyring. Forstærkeren har normalt kun 2 stabile output-tilstande; "lav" eller "høj". Forstærkeren kaldes i denne model for en gatebuffer eller inverter. Modellen benyttes ved implementering af digitale kredsløb.

- En digital forstærker designes med en stor forstærkningsfaktor og en ønsket overstyring og herudover hysterese. Forstærkeren har normalt kun 2 stabile output-tilstande; "lav" eller "høj". Forstærkeren kaldes i denne model for en buffer eller inverter med Schmitt-trigger-indgang.

## Anvendelse
En forstærker anvendes mange steder:
- Primært analogt:
  - Radioforsats
  - Forforstærker (rørforstærker)
  - Elektronisk oscillator
  - Lydmikser
  - Effektforstærker
  - Transistorradio
- Blandet analogt og digitalt:
  - MP3-afspiller
- Primært digitale kredsløb:
  - PLL
  - Logiske kredsløb

En forstærker indgår også i servokredsløb som f.eks. anvendes i en aktuator.

## Opbygning
En forstærker udgøres af et eller flere forstærkertrin, der hver især indeholder transistorer og/eller radiorør.
Herudover kan en forstærker have lokal modkobling i hvert forstærkertrin. Desuden kan den have en eller flere globale modkoblinger, som strækker sig over mindst 2 forstærkertrin.

## Egenskaber
En forstærker har mange egenskaber den vurderes på:
- Spændingsforstærkning
- Strømforstærkning
- Effektforstærkning
- Effekt virkningsgrad
- Frekvensgang og fasegang (herunder modfase)
- Forvrængning
  - Harmonisk forvrængning
  - Intermodulationsforvrængning (IM)
  - Transient intermodulationsforvrængning (TIM)
- Indgangsimpedans og udgangsimpedans
- Balanceret/ubalanceret indgang og/eller udgang.
  - Hvis balanceret indgang – dens ufølsomhed overfor ubalanceret støj og signaler (CMRR)
- Primært digital, analog eller PWM styring
- Maksimal spændings- og strøm-stigetid
- Maksimal strømsving
- Maksimal spændingssving
- DC eller AC koblet
- Evne til at kunne klare komplekse impedanser
- Dens støjgulv
- Sikringskredsløb (foldback...)
- Dens ufølsomhed overfor støj og signaler via spændingsforsyningen

Forstærkerens evne til at forstærke udtrykkes til i logaritmisk mål i måleenheden decibel (dB) (1 dB = 1/10 bel). Forstærkningen kan også blot opgives antal gange.